# Bad Religion
Bad Religion és un dels grups de punk més veterans, influents i compromesos del panorama musical de la ciutat de Los Angeles, Califòrnia, Estats Units. Coneguts per les seves lletres punyents, molts cops erudites, sarcàstiques i amb pretensions literàries, també són els fundadors de la discogràfica Epitaph que promociona artistes alternatius gratuïtament. Molts cops són inclosos dins de la tendència anarcopunk, però hi ha diversitat d'opinions sobre aquest punt.

## Història
El grup va ser fundat l'any 1979 pels aleshores estudiants Greg Graffin (vocalista, que tenia 14 anys en aquell moment), Jay Bentley (baix), Jay Ziskrout (bateria) i Brett Gurewitz (guitarra elèctrica). L'any 1981 varen treure al mercat unes quantes còpies del seu disc homònim, i el 1982, el seu primer LP anomenat How could hell be any worse?. Després de la crisi que va seguir el llançament del seu tercer àlbum Into the unknown, influenciat pel rock psicodèlic, el grup es va veure obligat a separar-se.
L'any 1987, però, es varen reunir per treure el seu següent àlbum, Suffer, que seria el primer d'una trilogia (l'esmentat Suffer, No Control (1989) i Against the Grain (1991)). A partir d'aquell any, el grup ha estat editant àlbums regularment, amb un ritme de producció d'habitualment dos anys entre gravació i gravació.
Els àlbums publicats al començament dels anys 90 són Generator (diuen que el seu àlbum més fosc), Recipe for Hate (molt eclèctic, inclou la seva cançó més coneguda: «American Jesus», un comentari satíric en la posició de la nació americana en els afers internacionals) i Stranger than fiction, que segueix les petjades eclèctiques marcades per l'anterior però potser amb un to més gèlid.
Després d'una picabaralla amb la seva pròpia discogràfica Epitaph Records deguda al fet que un dels grups que havien promocionat, The Offspring s'havia desmarcat de l'òrbita punk per anar a terrenys musicals més estandarditzats i els consegüents debats entre els membres del grup (sobretot entre Bentley i Gurewitz, que no tenien una bona relació entre ells), Bad Religion va signar un contracte amb la discogràfica Atlantic, on varen editar tres àlbums: The Gray Race, No Substance i The New America. En aquests àlbums es discuteix principalment la banalitat i l'alienació de la vida moderna en clau força pessimista.
El retorn a Epitaph es va produir el 2001, i el 2002 un nou àlbum que marcava un retorn als seus orígens estilístics (cançons extremament ràpides, més sorolloses, més semblants al punk-rock originari del grup) acompanyats d'un avanç tècnic considerable, va ser publicat amb el nom de The Process of Belief. Una de les seves cançons més conegudes incloses en aquest projecte, titulada Kyoto now!, resumeix en to irònic la negativa de països com els Estats Units i l'objecció de les grans companyies multinacionals de signar el Protocol de Kyoto. L'àlbum en general, posa de manifest la simpatia i l'adhesió del grup en el moviment d'antiglobalització.
El seu tretzè àlbum, també editat a la seva discogràfica independent, The empire strikes first editat el 2004, se centrava principalment en la situació internacional actual i en l'abast de les pretensions del projecte pel Nou Segle Americà de George W. Bush.

## Actuacions a Catalunya
Algunes de les actuacions a Catalunya han estat a:
- 1993 Sala Zeleste a Barcelona
- 1994 Sala Zeleste a Barcelona
- 1996 Doctor Music Festival, Escalarre, amb la desafortunada intervenció d'un espontani.
- 1998 Vans Warped Tour, Barcelona, Sala Zeleste.
- 2002 Sala Razzmatazz a Barcelona[1]
- 2004 Sala Razzmatazz a Barcelona[2]
- 2006 Senglar Rock, Lleida[3]
- 2008 Sala Razzmatazz a Barcelona[cal citació]
- 2014 Sala Razzmatazz a Barcelona
- 2019 Festival Punk in Drublic, Poble Espanyol, Barcelona[4]

## Formació

### Actuals

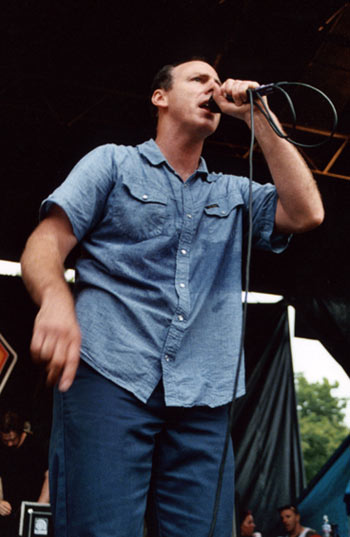
Greg Graffin

- Greg Graffin - Veus (1980-present)
- Brett Gurewitz - Guitarra (1980-1994, 2001-present)
- Brian Baker - Guitarra (1995-present)
- Jay Bentley - Baix (1980-present)
- Jamie Miller - Bateria (2016-present)
- Mike Dimkich - Guitarra (2013-present)

### Antics membres
- Paul Dedona - Baix (1983-1983)
- Tim Gallegos - Baix (1984-1985)
- Jay Ziskrout - Bateria (1980-1981)
- Pete Finestone - Bateria (1981-1983, 1984-1991)
- Davy Goldman - Bateria (1983-1984)
- Lucky Leher - Bateria (1986-1987)
- Bobby Schayer - Bateria (1991-2001)
- Greg Hetson - Guitarra (1984-2013)
- Brooks Wackerman - Bateria (2001-2015)

## Discografia

### Àlbums
| Any  | Àlbum                        | Discogràfica                       |
| ---- | ---------------------------- | ---------------------------------- |
| 1982 | How Could Hell Be Any Worse? | Epitaph Records                    |
| 1983 | Into the Unknown             | Epitaph Records                    |
| 1988 | Suffer                       | Epitaph Records                    |
| 1989 | No Control                   | Epitaph Records                    |
| 1990 | Against the Grain            | Epitaph Records                    |
| 1992 | Generator                    | Epitaph Records                    |
| 1993 | Recipe for Hate              | Epitaph Records / Atlantic Records |
| 1994 | Stranger Than Fiction        | Atlantic                           |
| 1996 | The Gray Race                | Atlantic                           |
| 1998 | No Substance                 | Atlantic                           |
| 2000 | The New America              | Atlantic                           |
| 2002 | The Process of Belief        | Epitaph Records                    |
| 2004 | The Empire Strikes First     | Epitaph Records                    |
| 2007 | New Maps of Hell             | Epitaph Records                    |
| 2010 | The Dissent of Man           | Epitaph Records                    |
| 2013 | True North                   | Epitaph Records                    |
| 2019 | Age of Unreason              | Epitaph Records                    |

### EPs
- Bad Religion (1981)
- Back to the Known (1985)

### Recopilacions i enregistraments en directe
- '80-'85 (1992)
- Along The way DVD/VHS (1993)
- All Ages (1995)
- Tested (1997)
- Punk Rock Songs (the Epic Years) (2002)
- Live at the Palladium DVD (2006)
- The Riot

### Cares B
- Leaders and followers
- The dodo